# Zhengzhou Open 2019
Zhengzhou Open 2019 — професійний тенісний турнір, що проходив на відкритих кортах з твердим покриттям Zhongyuan Tennis Training Base Management Center у Чженчжоу (Китай). Належав до категорії Premier в рамках Туру WTA 2019. Відбувся вшосте і тривав з 9 до 15 вересня 2019 року. Загальний призовий фонд становив 1 млн. доларів.

## Призові очки і гроші

### Розподіл очок
| Дисципліна              | П   | Ф   | ПФ  | ЧФ  | 1/8 | 1/16 | Q   | Q3  | Q2  | Q1  |
| Одиночний розряд, жінки | 470 | 305 | 185 | 100 | 55  | 1    | 25  | 18  | 13  | 1   |
| Парний розряд, жінки    | 470 | 305 | 185 | 100 | 1   | Н/Д  | Н/Д | Н/Д | Н/Д | Н/Д |

### Розподіл призових грошей
| Дисципліна              | П        | Ф        | ПФ      | ЧФ      | 1/8     | 1/161   | Q3     | Q2     | Q1     |
| Одиночний розряд, жінки | $267,900 | $143,060 | $76,410 | $41,075 | $22,025 | $13,980 | $6,275 | $3,335 | $1,855 |
| Парний розряд, жінки *  | $83,800  | $44,770  | $24,465 | $12,445 | $6,765  | Н/Д     | Н/Д    | Н/Д    | Н/Д    |

1Кваліфаєри отримують і призові гроші 1/16 фіналу.

*на пару

## Учасниці основної сітки в одиночному розряді

### Сіяні
| Країна     | Гравчиня          | Рейтинг1 | Сіяна |
| ---------- | ----------------- | -------- | ----- |
| Чехія      | Кароліна Плішкова | 3        | 1     |
| Україна    | Еліна Світоліна   | 5        | 2     |
| Нідерланди | Кікі Бертенс      | 7        | 3     |
| Білорусь   | Арина Соболенко   | 13       | 4     |
| Німеччина  | Анджелік Кербер   | 14       | 5     |
| США        | Софія Кенін       | 20       | 6     |
| Хорватія   | Петра Мартич      | 22       | 7     |
| Франція    | Каролін Гарсія    | 27       | 8     |

- 1 Рейтинг подано станом на 26 серпня 2019.

### Інші учасниці
Нижче наведено учасниць, які отримали вайлдкард на участь в основній сітці:
- Анджелік Кербер
- Дуань Інін
- Ян Чжаосюань

Нижче наведено гравчинь, які пробились в основну сітку через стадію кваліфікації:
- Лу Цзяцзін
- Леслі Паттінама Кергов
- Ван Мейлін
- Ю Сяоді

### Відмовились від участі
- Сімона Халеп → її замінила  Тереза Мартінцова
- Анетт Контавейт → її замінила  Олена Остапенко
- Марія Саккарі → її замінила  Джасмін Паоліні
- Леся Цуренко → її замінила  Фіона Ферро
- Ван Цян → її замінила  Хлое Паке

## Учасниці основної сітки в парному розряді

### Сіяні
| Країна   | Гравчиня       | Країна | Гравчиня     | Рейтинг1 | Посіяний |
| -------- | -------------- | ------ | ------------ | -------- | -------- |
| США      | Ніколь Мелічар | Чехія  | Квета Пешке  | 36       | 1        |
| КНР      | Дуань Інін     | КНР    | Чжен Сайсай  | 53       | 2        |
| Хорватія | Дарія Юрак     | США    | Алісон Ріск  | 83       | 3        |
| Японія   | Аояма Сюко     | КНР    | Ян Чжаосюань | 85       | 4        |

- 1 Рейтинг подано станом на 26 серпня 2019.

### Інші учасниці
Пара, що отримала вайлд-кард на участь в основній сітці:
- Ґо Ханю /  Юань Юе

## Переможниці

### Одиночний розряд
- Кароліна Плішкова —  Петра Мартич, 6–3, 6–2

### Парний розряд
- Ніколь Мелічар /  Квета Пешке —  Яніна Вікмаєр /  Тамара Зіданшек, 6–1, 7–6(7–2).